# Progomphus complicatus
Progomphus complicatus är en trollsländeart som beskrevs av Selys 1854. Progomphus complicatus ingår i släktet Progomphus och familjen flodtrollsländor. IUCN kategoriserar arten globalt som livskraftig. Inga underarter finns listade i Catalogue of Life.